# Martinius tellepontis
Martinius tellepontis är en skalbaggsart som beskrevs av Theodore J. Spilman 1959. Martinius tellepontis ingår i släktet Martinius och familjen lerstrandbaggar. Inga underarter finns listade i Catalogue of Life.